# Riu Antas
L'Antas és un curt riu costaner al sud d'Espanya que neix a l'extrem oriental de la Serra de Los Filabres, a la Província d'Almeria, comunitat autònoma d'Andalusia, i desemboca al Mediterrani al terme municipal de Vera. Té un curs d'uns 40 km de longitud. Pertanyent en el seu curs mitjà i baix a la conca de Vera al costat dels rius Aguas i Almanzora, transcorre també per Antas (municipi d'Almeria) amb el qual comparteix nom.
L'Antas neix lleugerament per sobre dels 1.000 m d'altitud, però dues terceres parts del seu curs flueixen a menys de 100 m sobre el nivell del mar. En el seu curs baix té un caràcter torrencial degut a les escasses precipitacions a la zona, cosa que ha originat en ocasions d'inundació nombroses pèrdues econòmiques a la zona. Desemboca en forma d'aiguamoll, en la denominada llacuna de Puerto Rey, també coneguda com a llacuna de Vera, que és un espai natural protegit, com és el propi Antas en el seu últim tram, ja que va ser proposat com a Lloc d'Importància Comunitària (LIC) des de l'any 1999 amb el codi ES6110017; malgrat les properes urbanitzacions costaneres de Puerto Rey, al marge dret, i Las Marinas de Vera al marge esquerre. Les pluges torrencials també provoquen l'arrossegament de sediments cap a la desembocadura, per la qual cosa la llacuna queda sovint separada del mar per un cordó litoral natural. La zona protegida de l'Antas, amb una extensió de 23,08 ha, és llar d'una espècie inclosa en les directives de protecció de naturalesa —la tortuga grega (Testudo graeca), que es troba classificada com a espècie vulnerable—, i presenta tres tipus d'hàbitat. És una zona amb vegetació de ribera ben conservada; així mateix, la zona de la llacuna és una zona d'interès ornitològic, ja que és zona de cria d'espècies com la malvasia capblanca (Oxyura leucocephala) i el xarxet marbrenc (Marmaronetta angustirostris).
Entre hàbitats hi ha principalment canyissars (Phragmites australis), però també tamarigars (Tamarix canariensis i Tamarix boveana), saladars (Arthrocnemum macrostachyum, Limonium sp.. o Suaeda vera), i jonqueres (Juncus maritimus i Juncus acutus).